# Ralf Hübner (Musiker)

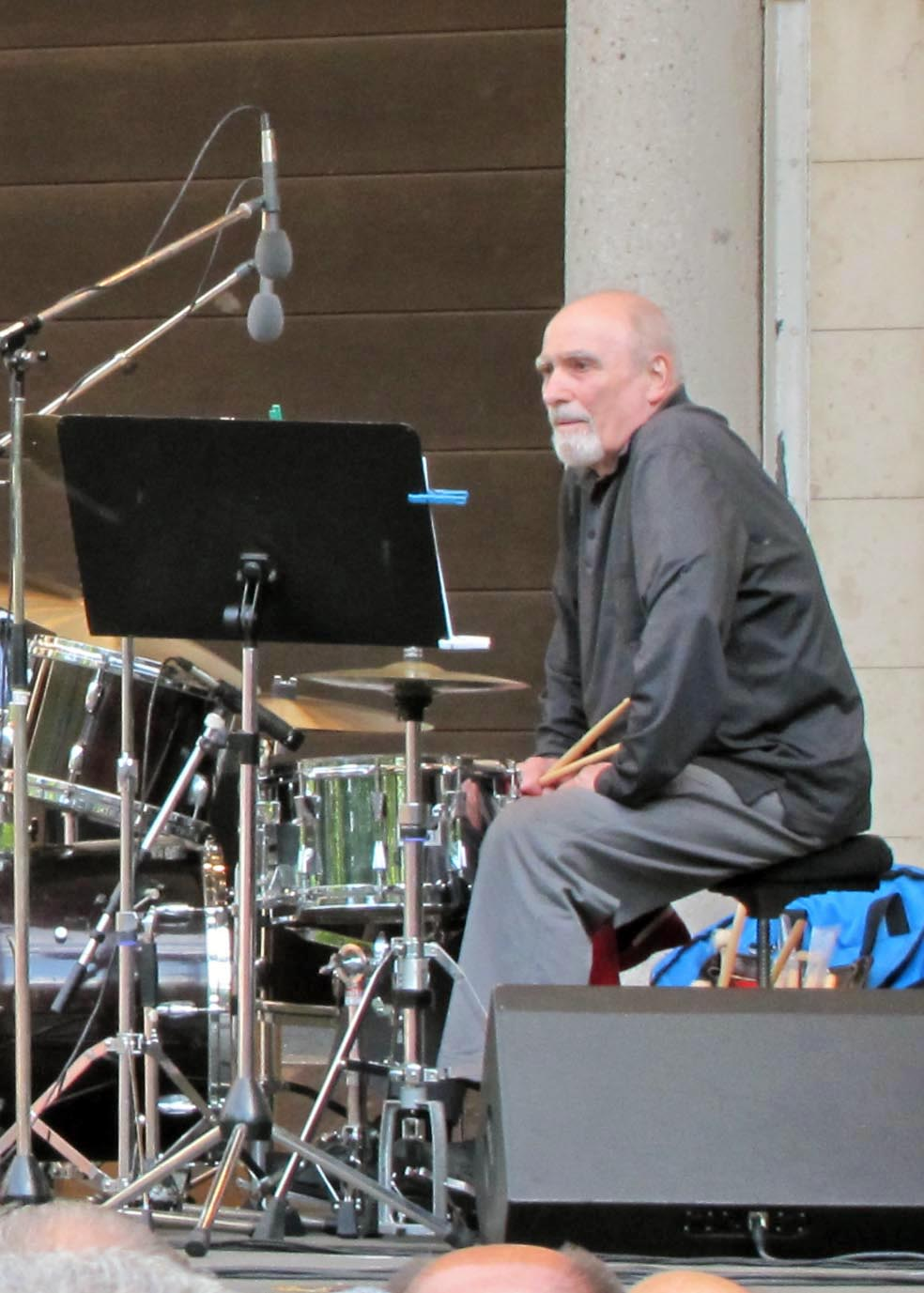
Ralf Hübner (Jazz im Palmengarten 2011)

Ralf-Rainer Hübner (* 3. Mai 1939 in Berlin) ist ein deutscher Jazz-Schlagzeuger und -Komponist.

## Leben und Wirken
Hübner studierte von 1958 bis 1962 an der Hochschule der Künste in Berlin; er trat während dieser Zeit mit der SFB-Combo und Musikern wie Manfred Burzlaff, Benny Bailey und Nathan Davis auf. Zwischen 1962 und 1971 spielte er im Albert-Mangelsdorff-Quintett und -Quartett und entwickelte sich neben Klaus Weiss und Joe Nay zu einem der wichtigsten deutschen Jazz-Drummer. Ab 1972 gehörte er mit Bob Degen, Heinz Sauer, Günter Kronberg bzw. Christof Lauer und (zunächst) Günter Lenz zur Gruppe Voices, sowie zwischen 1976 und 1979 zum Quintett von Manfred Schoof. Daneben spielte er bei Eberhard Weber, Volker Kriegel und bei Michel Pilz, später bei Fritz Hartschuh. Von 1961 bis Mitte 2010 war er zudem Mitglied des hr-Jazzensembles, für das er auch komponierte. Seit den 1980er Jahren trat er bis zu seinem Bühnenabschied 2011 im eigenen Quartett mit Lauer auf, dem in den letzten Jahren zumeist Pianist Vladislav Sendecki und Bassist Vitold Rek angehörten.
Im Jahr 2001 erhielt er den Hessischen Jazzpreis.
Hübner lebt in Glashütten im Taunus.

## Diskografie (Auswahl)
- Courage for the Past (Trion 1983, mit Ch. Lauer, Jasper van’t Hof, Thomas Heidepriem)
- Perlboot (L+R Records 1987, mit Ch. Lauer, Rainer Brüninghaus, Thomas Heidepriem)
- Moabiter Blues (L+R Records 1991, mit Ch. Lauer)
- Ralf Hübner, Christof Lauer, Vladislav Sendecki, Vitold Rek: Mondspinner (Free Flow, 1996)